# 大新聞と小新聞
大新聞（おおしんぶん）と小新聞（こしんぶん）は、明治初期、1870年代 - 1880年代における新聞の二大類型。

## 概要
明治初期、従来の「普通新聞」に対し、約半分のサイズの娯楽新聞が現れ、前者を「大新聞」、後者を「小新聞」と呼ぶようになった。つまり、「大新聞」は「小新聞」登場によるレトロニムである。自由民権運動の隆盛・衰退によって、両者は互いの性質を取り入れ、中新聞化が進み、両者の差はなくなっていった。
|    | サイズ         | 内容                       | 文体         | 読者層   | 記者層               | 月額購読料 |
| 大 | ブランケット判 | 政論中心                   | 漢文調       | 中・上流 | 旧幕臣中心の士族出身 | 50-70銭    |
| 小 | タブロイド判   | 花柳・警察沙汰など報道中心 | 総ルビ口語体 | 下流     | 戯作者中心の庶民出身 | 20銭ほど   |

上記の他に、小新聞は挿絵が多いという特徴もある。

大新聞の漢文口調の例。
小新聞の総ルビ口語体の例。

## 経緯

### 日本の新聞誕生
日本の新聞誕生は、江戸時代末期、1860年代のことである。その歴史は外国人による外国人向けの居留地新聞に始まり、外国の新聞の翻訳を経て、日本語による日本国内の論説・報道を中心とした新聞が誕生した。

### 近代新聞の誕生
明治期に入り、1870年代に東京、横浜、大阪に大新聞、次いで小新聞が続々と創刊した。
| 新聞         | 創刊                                  | 地域 | 現在                       |
| 横浜毎日新聞 | 1871年1月28日（旧暦：明治3年12月8日） | 横浜 | 1940年(昭和15)11月30日廃刊 |
| 東京日日新聞 | 1872年3月29日（旧暦：明治5年2月21日） | 東京 | 毎日新聞                   |
| 郵便報知新聞 | 1872年7月15日（旧暦：明治5年6月10日） | 東京 | 報知新聞（スポーツ報知）   |
| 朝野新聞     | 1874年(明治7)9月24日                  | 東京 | 1893年(明治26)12月廃刊     |
| 東京曙新聞   | 1875年(明治8)6月2日                   | 東京 | 1882年(明治15)12月廃刊     |
| 大阪日報     | 1876年(明治9)2月20日                  | 大阪 | 毎日新聞                   |

| 新聞           | 創刊                  | 地域 | 現在                           |
| 読売新聞       | 1874年(明治7)11月2日  | 東京 | 読売新聞                       |
| 平仮名絵入新聞 | 1875年(明治8)4月17日  | 東京 | 1890年(明治23)5月12日廃刊      |
| 仮名読新聞     | 1875年(明治8)11月1日  | 横浜 | 1880年(明治13)10月29日廃刊     |
| 浪花新聞       | 1875年(明治8)12月14日 | 大阪 | 1877年(明治10)11月15日暫時休刊 |
| 朝日新聞       | 1879年(明治12)1月25日 | 大阪 | 朝日新聞                       |
| 絵入自由新聞   | 1882年(明治15)9月1日  | 東京 | 1893年(明治26)6月廃刊          |

読売新聞、平仮名絵入新聞、仮名読新聞は三大小新聞と称された。
絵入自由新聞は、自由党によって自由新聞とは別に作られた小新聞である。

### 自由民権運動とその後
大新聞の興隆期は自由民権期であり、大新聞は早期国会開設を要求する民権派と漸進的な開設を主張する官権派とに別れていた。民権派には東京横浜毎日（横浜毎日の後身）、郵便報知、朝野、東京曙が、官権派には東京日日があった。自由民権運動の影響で小新聞にも政党色が現れた。
自由民権運動は1974年の民撰議院設立建白書の提出を端緒とし、1980年に国会期成同盟を結成、明治十四年の政変（1881年）において国会開設の詔により10年後の国会開設が約束されるに至った。
その後、自由民権運動の勢力は自由党と立憲改進党に分裂し、自由党は機関紙として自由新聞を発行、立憲改進党においては郵便報知、東京横浜毎日、朝野が実質的にその役割を担った。一方で、東京日日主筆の福地桜痴は政府側にまわり、立憲帝政党を作った。しかし、自由民権運動が衰退していく中で、政治色の強い大新聞は読者に避けられるようになり、小新聞に倣って報道を重視し平易な文章を用いるようになっていく。かつて改進党の機関紙であった郵便報知は、1886年11月、矢野文雄社長が紙面を改革、定価を下げ、方針転換を図った。
一方で、庶民にとっては価格や読み書き能力が大新聞を読む障壁となり、また報道においては小新聞の方が充実に努めたため、1880年前後には東京では読売、大阪では朝日がトップの売り上げ部数となった。読売は安価で読みやすいことが好まれ、1876年（明治9年）の時点で、大新聞の東京日日の1.5倍売れていた。また、読売は高田早苗の主筆時代（1887-1891）に活発な政治論評を行うようになり、一時は改進党寄りといわれるなど、小新聞は政治報道へも進出していった。
このように、自由民権運動衰退により、大新聞も報道を重視し平易な文章へなっていき、小新聞も論説や政治報道を取り入れ、中新聞化が進んだ。政治の安定化、庶民への教育普及・中産階級化も中新聞化に寄与した。
大新聞・小新聞という、欧米における高級紙・大衆紙のような類型は、中新聞化により区別がなくなっていった。